# Sümeg

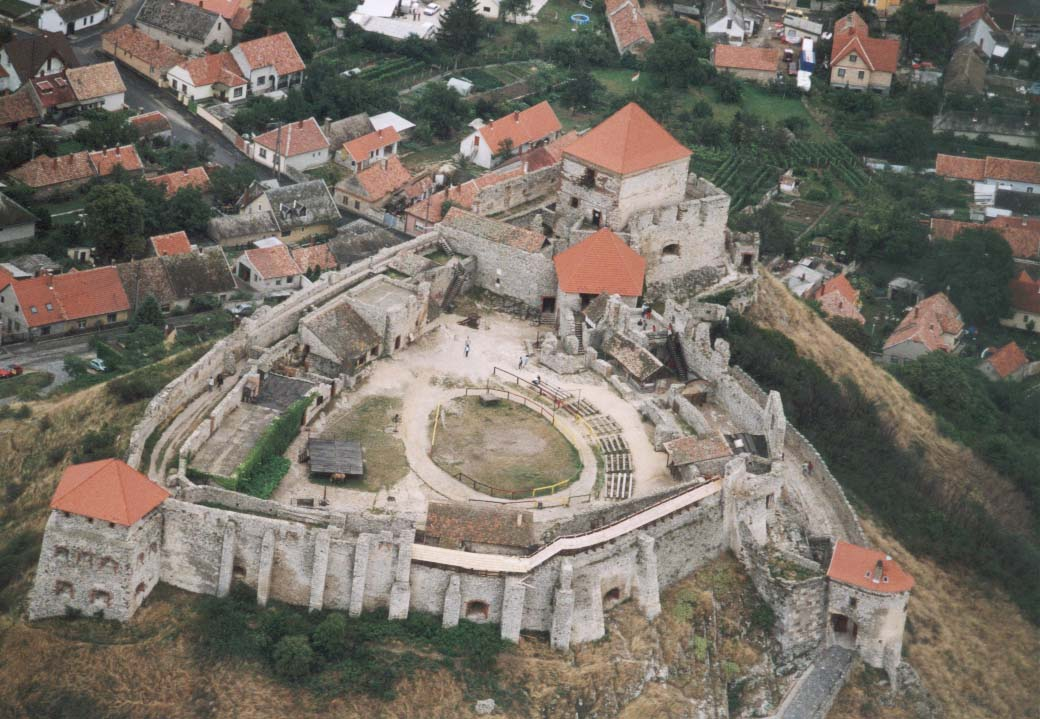
Sümegská pevnost z letadla

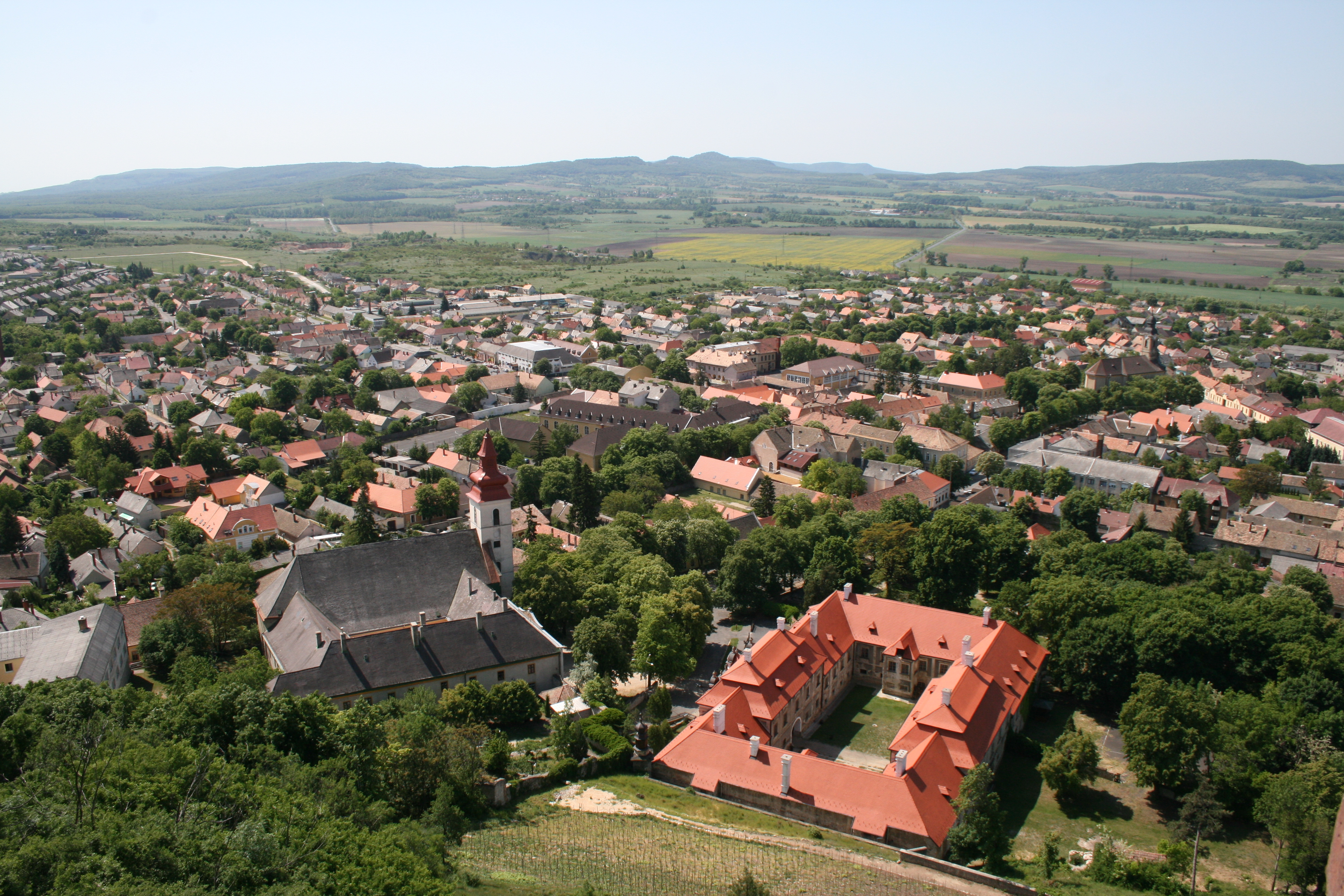
Sümeg, pohled z hradu

Sümeg je město v Maďarsku. Leží v okrese Sümeg ve Veszprémské župě, asi 20 km severně od jezera Balaton. Městem prochází železnice a silnice 84.

## Historie
Zdejší oblast byla osídlena již v době bronzové. Město založili Římané. Po vpádu Tatarů v roce 1242 zde nechal král založit tvrz a Veszprémský biskup ji ještě rozšířil. Později tuto pevnost nedokázali Turci nikdy obsadit. V roce 1713 Rakušané pevnost zničili. V roce 1653 byl postaven kostel a klášter, v roce 1755 barokní biskupský palác a v roce 1757 nový kostel. V roce 1907 ztratil Sümeg právo nazývat se městem, ale v roce 1984 je opět získal.
Ve městě se nacházejí termální lázně.

## Zajímavosti
- Sümegská pevnost
- Biskupský palác
- Římskokatolický poutní kostel

## Osobnosti
- Ferenc Entz (lékař a zahradník)
- Vilmos Vázsonyi (ministr)

## Partnerská města
- Sovata, Rumunsko
- Aichtal, Německo
- Vobarno, Itálie
- Tapolca, Maďarsko
- Kościan, Polsko